# Ludwig Achleitner
Johann Ludwig Achleitner (* 13. Januar 1799 in Pfaffenhofen am Inn, Kurpfalz-Bayern, Heiliges Römisches Reich; † 2. Mai 1873 in Rosenheim, Königreich Bayern) war ein deutscher Komponist, Organist und Musikpädagoge.

## Leben
Ludwig Achleitner wirkte zunächst als Lehrer bis 1818 in Großkarolinenfeld. In diesem Jahr wurde er nach Birkenstein versetzt. Später lebte und wirkte er 52 Jahre in Frasdorf. Der Zitherspieler Joseph Christoph Achleitner und der Sänger Innozentius Achleitner waren seine Söhne.

## Rezeption
Des Wirkens Ludwig Achleitners bezüglich der Schulgeschichte Frasdorfs wird im Frasdorfer Dorfmuseum gedacht.

## Werke (Auswahl)
Von Ludwig Achleitner sind Bearbeitungen von Werken Wolfgang Amadeus Mozarts überliefert. 
- Ostende nobis Domine, Kanon für drei und vier Singstimmen, zwei Violinen, Viola, zwei Flöten, zwei Klarinetten, zwei Hörner und Violone, arrangiert von Ludwig Achleitner[Digitalisat 1]

## Digitalisate
1. ↑  2 Canones als Digitalisat in der Bayerische Staatsbibliothek